# Hamburgs geologischer Untergrund
Hamburgs geologischer Untergrund wurde durch unterschiedliche geologische Prozesse der norddeutschen Vergletscherung gebildet.

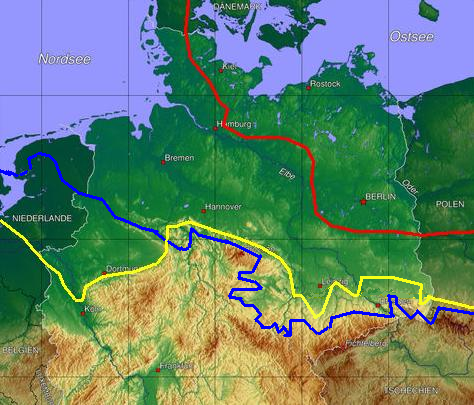
Schematische Darstellung der maximalen Gletschervorstöße der drei letzten Kaltzeiten im norddeutschen Tiefland:
Eisrandlage der Elster-Kaltzeit
Eisrandlage der Saale-Kaltzeit
Eisrandlage der Weichsel-Kaltzeit

## Landschaftsgenese

### Elster-Eiszeit
In der Elster-Eiszeit (vor 400.000 bis 320.000 Jahren) schnitten Schmelzwassererosionen bis zu 400 Meter tiefe Rillen in den Hamburger Untergrund ein, die sich anschließend mit Sanden verfüllten. Sie bilden heute die wichtigen Grundwasserleiter für Hamburg.

### Saale-Eiszeit

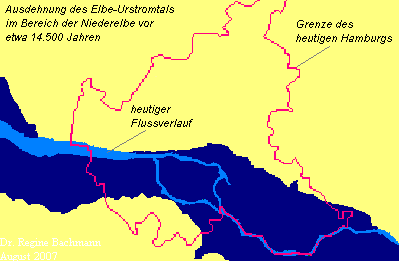
Ausdehnung des Elbe-Urstromtals im Hamburger Bereich

Während der Saale-Eiszeit (vor 300.000 bis 126.000 Jahren) drang der skandinavische Inlandeisschild bis nach Niedersachsen vor. Die abgelagerten Geschiebemergel, die überwiegend aus Sanden, Kiesen und Geschiebelehm bestanden, formten zu beiden Seiten des Elbtals ein flachwelliges bis ebenes Geestgelände in Höhen zwischen 20 und 60 Meter über NN. Herausragende Erhebungen im Hamburger Raum sind der Blankeneser Höhenrücken mit dem Baursberg von 91 Meter und dem Süllberg von 74 Meter und die Harburger Berge bis zu 155 Meter Höhe.
Ausgedehnte Niederungen mit den sandigen Böden und hohen Wasserständen ließen nördlich der Elbe eine Vielzahl, bis zu 8 Meter mächtige Hochmoore entstehen, wie das Liether Moor (bei Elmshorn), Himmelmoor, Holmmoor, Ohmoor, Glasmoor, Wittmoor und Eppendorfer Moor.

### Weichsel-Eiszeit
Ende der letzten Eiszeit (Weichsel-Kaltzeit von 115.000 bis vor 11.600 Jahren) drangen Gletscher aus Skandinavien bis zu einer Linie nördlich der Elbe vor. Das Urstromtal der Elbe diente als Abflussbahn des weichselzeitlichen Schmelzwassers entlang der Gletscherendmoräne.
Durch die Abflussbahnen des Schmelzwassers wurden umfangreiche Talsysteme in die Geestböden eingeschnitten, wie der Alster, Bille, Wandse und Pinnau. Mit dem Elbtal bestimmen sie heute noch die geomorphologische Landschaftsform Hamburgs.
Die zur Nordsee abfließenden Schmelzwassermassen hinterließen große Mengen von Ablagerungen überwiegend aus Klei, Torf und Sand. In der Folge entstanden ausgedehnte Sandschichten, die als Grundwasserleiter wirken und heute für die Hamburger Trinkwasserversorgung von großer Bedeutung sind. Die organischen Ablagerungen leiteten die Ausbildung von Braunkohle- und Erdölvorkommen ein.
Mit dem Wiederanstieg des Meeresspiegels zum Ende der letzten Eiszeit kam es zum gezeitenabhängigen Eindringen des Nordseewassers in das Elbtal. Flusslauf-Verlagerungen, Uferwallbildungen und Stromspaltung ließen im Marschland zwischen der Norder- und Süderelbe Strominseln (Werder) entstehen, die den Stadtteilen Finkenwerder, Altenwerder und Ochsenwerder ihre Namen gaben.
Durch Eisstausee-Sedimente entstand bei hohen Grundwasserständen die ausgedehnte Oberalstertalniederung mit dem zentralen Duvenstedter Brook.
Die Schmelzwasserabflüsse unterhalb der Gletscher formten sogenannte Tunneltäler. Im Osten Hamburgs entstand das Meiendorfer-Stellmoor Tunneltal mit einem kastenförmigen Querschnittsprofil und einer wechselnden Breite von 100 bis 400 Meter. Ihr Abfluss erfolgt in die Wandse. Der mit Sedimenten und Torf aufgefüllte Talboden existiert heute noch. Die von dem deutschen Prähistoriker Alfred Rust zwischen 1935 und 1936 durchgeführten Ausgrabungen förderten jungsteinzeitliche Funde von Rentierjägern zu Tage, die auf ein Sommerlager der Jäger hinweisen. Das Verbreitungsgebiet wird mit Hamburger Kultur gezeichnet.

## Salzstöcke
Vor etwa 260 Millionen Jahren (Oberes Perm) entstanden durch ein Wechselspiel von Auffüllung des Norddeutschen Beckens mit Meerwasser und der nachfolgenden Verdunstung in einem Zeitraum von 10 Millionen Jahren ausgedehnte Salzstöcke. In der Hamburger Region gibt es neun Salzstöcke (Salzdiapire) unterschiedlicher Form und Tiefe.
Der mächtigste Salzstock ist der Othmarschen Langenfelde Diapir (OLD). Er befindet sich im Nordwesten von Hamburg und erstreckt sich von der Elbe über etwa 20 km in nordöstlicher-Richtung bis nach Quickborn. Der Salzstock ist bis zu 3000 Meter tief, in einigen Gebieten reicht er bis in wenige Meter unter die Oberfläche.

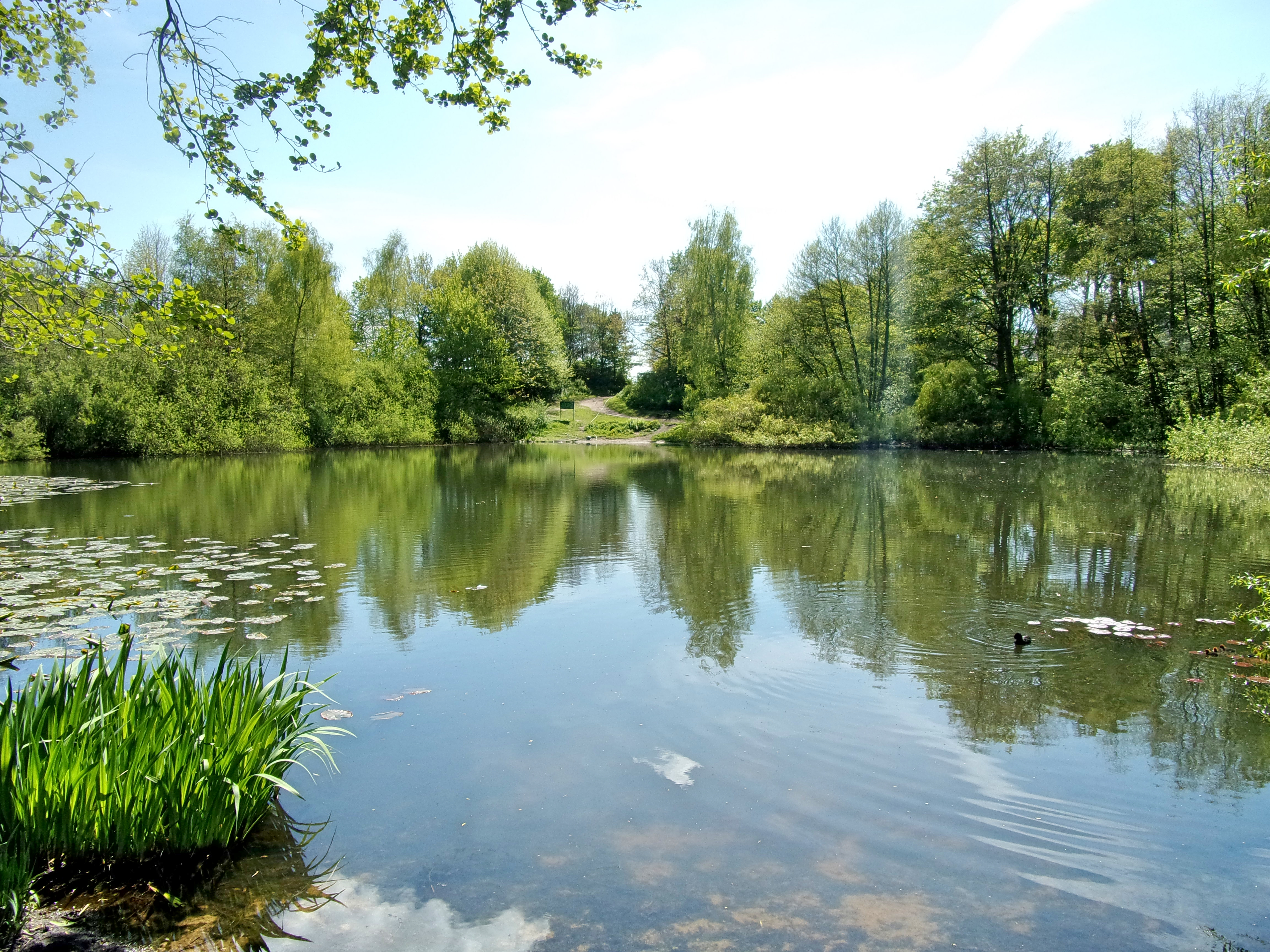
Bahrenfelder See mit einer Ausdehnung von 118 m

In der Mächtigkeit folgt der Salzstock am Reitbrook mit einer Ausdehnung von etwa 4 km und einer Tiefe von 800 Meter.
Lage und Struktur der Salzstöcke im Hamburger Gebiet sind in einem geologischen 3D-Modell schematisch dargestellt (Geotektonischer Atlas von Nordwestdeutschland).
Im Umfeld des Hamburger Stadtgebiets liegen in Niedersachsen die Salzstöcke Sottorf und Meckelfeld sowie in Schleswig-Holstein die Salzstöcke Geesthacht-Hohenhorn, Siek-Witzhave und Sülfeld.
Bei Kontakt des Salzstocks mit Grundwasser oder Sickerwasser kommt es zu Auswaschungen, die große Hohlräume (Kavernen) im Salzstock bilden können.
Über dem Salzstock Othmarschen Langenfelde Diapir traten mehrere Erdfälle auf. Der Bahrenfelder See (Größe: 5130 m², Geländehöhe: NN + 24 m) ist auf diese Weise durch eine oberflächennahe Salzkaverne und einem folgenden Einsturz (Erdfallsee) entstanden.
Der Flottbek Markt Erdfall hat leicht geneigte Randstrukturen, die auf ein langsames Absinken hindeuten.
Der Wobbe See Erdfall, etwa 250 m nordwestlich von Flottbek Markt, zeigt steil stehende Randstrukturen, die ein abruptes Abrutschen der Bodenstruktur nahelegen. Mit der hochauflösenden Scherwellen-Seismik konnte die Struktur der Wobbe-See-Sinkhöhle in 60–80 m Tiefe unter der Oberfläche nachgewiesen werden.
In diesem Gebiet wurden Senkungsraten um 1 mm/Jahr ermittelt.
In den vergangenen 200 Jahren traten im Hamburger Raum mehr als 30 seismische Erschütterungen – ausgelöst durch Erdfälle – auf, überwiegend in Groß Flottbek und Bahrenfeld:
| Ereignisdatum | Ort                      | Intensität / Einstufung | Ereignis |
| ------------- | ------------------------ | ----------------------- | --- |
| 22.01.1760    | Groß Flottbek            | - / C                   | |
| 08.08.1771    | Hamburg                  | IV / A                  | Bei einem Erdfall in Bahrenfeld verschwanden fünf Eichen. |
| 24.01.1834    | Hamburg                  | - / C                   | |
| 1896          | Groß Flottbek            | - / C                   | |
| 07.11.1898    | Hamburg                  | - / C                   | |
| 1903          | Groß Flottbek            | - / C                   | |
| 07.12.1904    | Hamburg                  | II-III / C              | |
| 16.01.1907    | Hamburg                  | III / C                 | |
| 1912          | Groß Flottbek            | - / C                   | |
| 1914–1918     | Groß Flottbek            | - / C                   | |
| 1918–1921     | Groß Flottbek            | - / C                   | |
| 06.10.1929    | Groß Flottbek, Wobbe See | schwach / A             | Schwacher Erdstoß |
| 09.12.1930    |                          | - / C                   | |
| 10.04.1935    |                          | - / C                   | |
| 1936–1937     |                          | - / C                   | |
| 07.01.1938    | Groß Flottbek, Wobbe See | - / A                   | Schwache Schäden, klaffende Risse im Mauerwerksschäden, umgestürzte Möbel. |
| 1947          |                          | - / C                   | |
| 1955          |                          | - / C                   | |
| 19.03.1960    | Groß Flottbek            | stark / A               | Starke Erschütterungen und Stöße, langanhaltende, starke Schwingungen, Risse in den Wohnungsdecken, Verlöschen des elektrischen Lichts.                                                       |
| 1961          |                          | - / C                   | |
| 30.01.1963    | Groß Flottbek            | schwach, 3–5 cm/s / A   | Leichte Erdstöße, tiefes Poltern, schwankende und schaukelnde Häuser. |
| 07.01.1983    |                          |                         | Schwache Erdstöße, umgestürzte Möbel, Risse im Mauerwerk. |
| 08.04.2000    | Groß Flottbek            | IV / A                  | Starke Erschütterungen, explosionsartige Geräusche. |
| 08.04.2009    | Groß Flottbek            | III / A                 | Stark empfundene Erschütterungen, Menschen verlassen ihre Häuser, nach ca. 1 Stunde Nachbeben. Ein Kavernen-Einbruch unterhalb des Epizentrums in einer Tiefe von etwa 100 m wird angenommen. |
| 28.04.2009    | Groß Flottbek            | schwach / A             | Schwache Erschütterungen. |

(Einstufung der Quelle: A-vertrauenswürdig, C-unsicher)

## Sandschichten als Grundwasserleiter
Ende der letzten Eiszeit entstanden durch Ablagerungen der bis Hamburg reichenden Gletscher Sandschichten, die von 500 Meter Tiefe bis wenigen Metern unter die Oberfläche reichen. Sie bildeten auf Hamburger Gebiet sechs Grundwasserleiter und bescheren Hamburg eine autarke Grundwasserversorgung, ohne dass Hamburg auf zusätzliches Uferfiltrat – wie es bei vielen anderen Großstädten der Fall ist – angewiesen ist.
Bei den ersten Bohrungen zur Trinkwassergewinnung trat das Wasser unter hohem Druck aus den Grundwasserleitern springbrunnenartig aus. Heute tritt dieses Phänomen, das als artesisches Grundwasser bezeichnet wird, nicht mehr auf, da durch die permanente Grundwasserentnahme der unterirdische Wasserdruck gesunken ist.
Die Trinkwasserversorgung Hamburgs und des Hamburger Umlands erfolgt heute ausschließlich aus dem Grundwasser und wird von 17 Grundwasserwerken mit insgesamt 461 Brunnen aus Tiefen zwischen 20 und 429 Metern erbracht.
Hamburg verfügt über ca. 630 Grundwassermessstellen der Behörde für Umwelt und Energie sowie ca. 390 Grundwassermessstellen der Hamburger Wasserwerke. Die Ausdehnung und Tiefen der Hamburger Grundwasserleiter sind in einem hydrogeologischen 3D-Strukturmodell dargestellt. Es dient zur Gefährdungsabschätzung des oberflächennahen Grundwassers, um mögliche Fließwege von der Oberfläche bis zum Grundwasser zu erkennen oder beim Eindringen von Schadstoffen in den Boden.
Tabelle: Hamburger geologische Formation und Wasserwerke (nach E. Koch 1955, W. Drobek 1948 und 1955, aus , ergänzt um technische Daten zum Grundwasserkörper und zur Brunnentiefe von 2009 der Behörde für Umwelt und Energie)

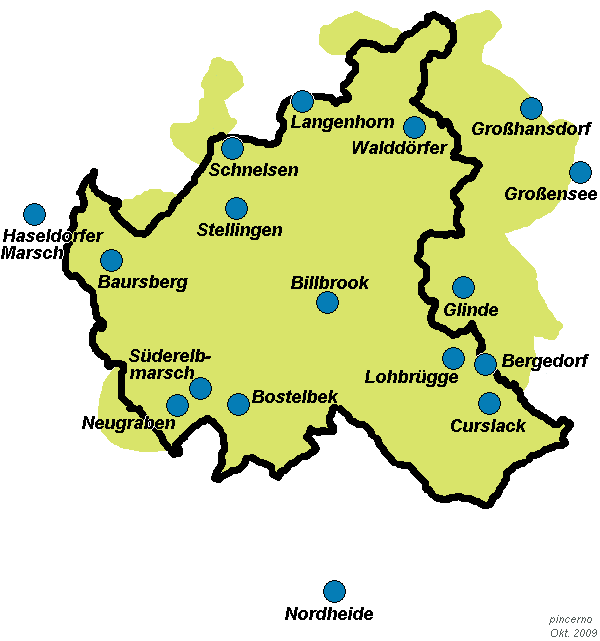
Das Versorgungsgebiet und die Standorte der 17 Wasserwerke, 2009

| Geologische Zeitskala | Facies                                          | Grundwasser- Stockwerk (Grundwasser- körper) | Wasserwerke von 1955 (Brunnentiefe)                                                             |
| --------------------- | ----------------------------------------------- | -------------------------------------------- | ----------------------------------------------------------------------------------------------- |
| Holozän               | Elbwasser                                       | 0                                            | Kalte Hofe, Baursberg                                                                           |
| Holozän               | Klei                                            |                                              |                                                                                                 |
| Holozän               | Flusssande                                      |                                              |                                                                                                 |
| Jungpleistozän        | Talsand                                         | 1 (G1-A-B)                                   | Curslack, Billbrook, Moorburg, Falkenstein, Süderelbmarsch, Haseldorfer Marsch (17 m)           |
| Pleistozän            | Geschiebemergel mit Sand- und Kieseinlagerungen | 2                                            | Rissen, Großhansdorf, Schnelsen, Billbrook, Neugraben, Falkenstein, Billstedt, Bostelbek (76 m) |
| Pleistozän            | Meereston, 1. Zwischeneiszeit                   |                                              |                                                                                                 |
| Pleistozän            | Lauenburger Ton                                 |                                              |                                                                                                 |
| Altpleistozän         | Feinsande                                       | 3                                            |                                                                                                 |
| Altpleistozän         | Geschiebemergel mit Sand- und Kieseinlagerungen | 4                                            | Billbrook, Stellingen                                                                           |
| Pliozän               | Kaolinsande                                     | 5 (G1-D)                                     | Stellingen, Großhansdorf (177 m)                                                                |
| Obermiozän            | Glimmerton                                      |                                              |                                                                                                 |
| Mittelmiozän          | Obere Braunkohlensande                          | 6 (G2-E)                                     | Industriebetriebe                                                                               |
| Mittelmiozän          | Hamburger Ton                                   |                                              |                                                                                                 |
| Untermiozän           | Untere Braunkohlensande                         | 7 (G3-F)                                     | Großensee, Curslack, Bergedorf, Wilhelmsburg, Neugraben, Lohbrügge, Bostelbek (300 m)           |
| Untermiozän           | Sande und Ton der Vierländer Stufe              |                                              |                                                                                                 |
|                       | Ältere Schichten                                |                                              |                                                                                                 |

## Braunkohlevorkommen

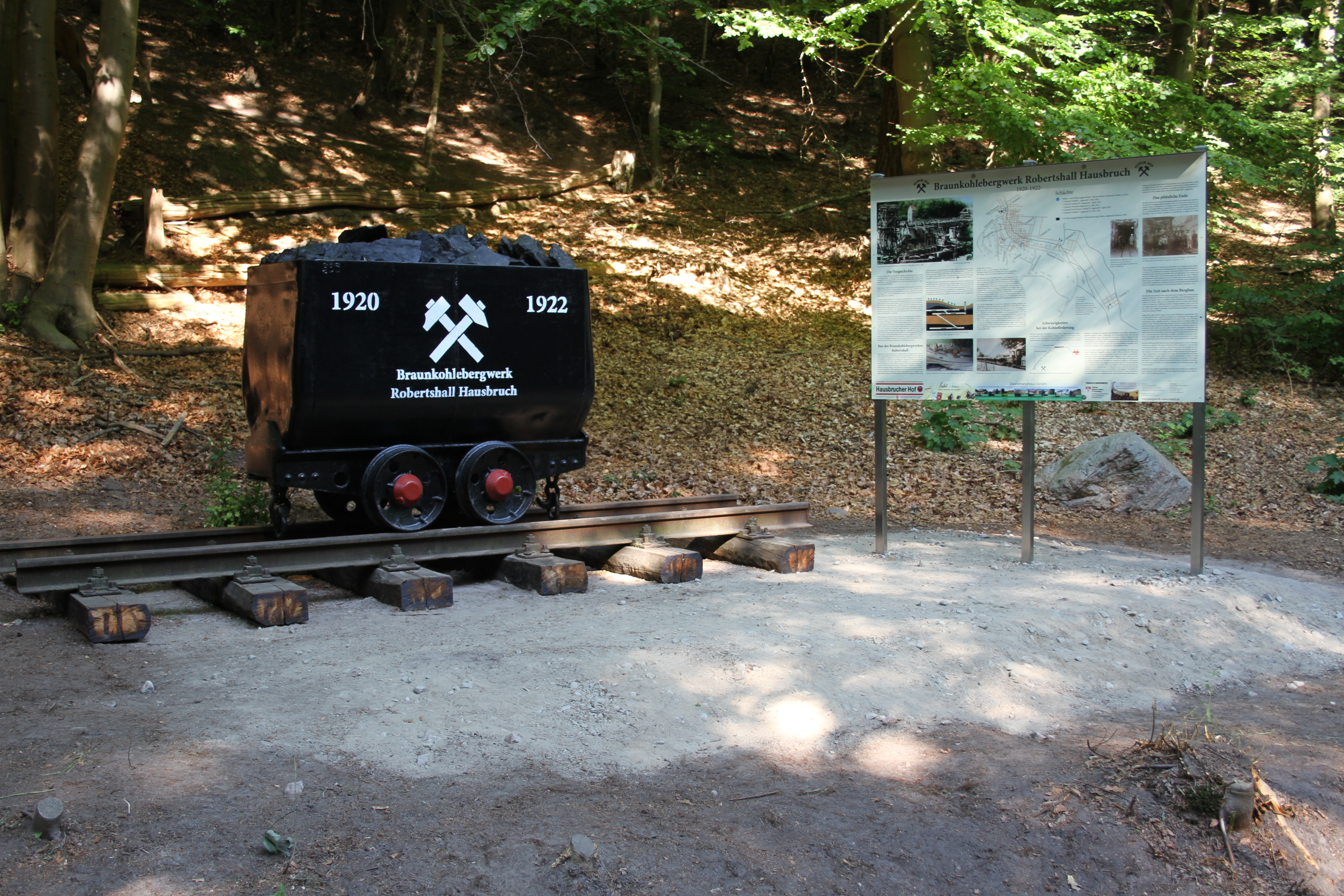
Denkmal Robertshall

Braunkohle entstand vor rund fünf Millionen Jahren des Tertiärs aus verlandeten Sumpfwäldern und Mooren. Als sich die Gletscher der Elster-Eiszeit über Norddeutschland schoben, wurden die Pflanzen- und Tierreste im Laufe der Jahrtausende immer wieder durch Geröll und Sandschichten überdeckt. Der zunehmend hohe Druck auf die organischen Ablagerungen führte zu deren Inkohlung.
Im gesamten Hamburger Stadtgebiet erstrecken sich in Tiefen von 100 bis 500 Meter drei Braunkohleflöze von 8 bis 10 Meter Schichtstärken, die von Tonschichten getrennt sind. Zwischen 1919 und 1922 wurden 50.000 Tonnen Braunkohle im Bergwerk Robertshall in den Harburger Bergen abgebaut und zur Feuerung der Kesselanlage der Phoenix Gummiwerke verwendet. Das geförderte Material bestand durchschnittlich aus etwa 45 % Sand und 55 % Braunkohle. Heute gilt diese Braunkohle als unrentabel.

## Erdgas- und Erdölvorkommen
Bei Bohrarbeiten zur Suche nach Trinkwasservorkommen im Südosten Hamburgs, bei Neuengamme wurde am 4. November 1910 Erdgas in nur knapp 250 m Tiefe entdeckt. Das Gas, das unter einem Druck von 27 bar austrat, entzündete sich am Bohrloch. Erst nach 20 Tagen konnte der Brand (Das Flammenkreuz von Neuengamme) gelöscht werden, das Bohrloch wurde mit einer Betonplatte gesichert. Die Gasförderung wurde nach fünf Jahren begonnen, die über 7 Jahre 231 Mio. m³ Gas erbrachte. Der Erdgasfund im Marschgebiet von Neuengamme gab auch Anlass für weitere Bohrungen nach Erdgas und Erdöl.
1937 wurde im Umfeld der Gasvorkommen zunächst die Erdöllagerstätte „Reitbrook-Alt“ über dem Scheitel des Salzstockes Reitbrook in 665–800 Meter Tiefe entdeckt. Zwischen 1937 und 1942 wurden fast 1 Mio. Tonnen Erdöl gefördert. Der Höhepunkt der jährlichen Förderung wurde 1940 mit 350.000 Tonnen erreicht.
1960 wurde die Erdöllagerstätte „Reitbrook-West“ erschlossen. Insgesamt wurden 345 Tiefbohrungen in die Lagerstätten am Reitbrook eingebracht, deren Standorte in einer Karte in verzeichnet sind (Schnittzeichnung des Erdölfeldes über dem Salzstock Reitbrook in).
Die Erdölförderung betrug 1965 80.000 Tonnen, die kumulative Fördermenge betrug 2,2 Millionen Tonnen, bis sie 1973 eingestellt wurde. Danach wurde die Lagerstätte zum Erdgasspeicher ausgebaut, der bis 2014 betrieben wurde.

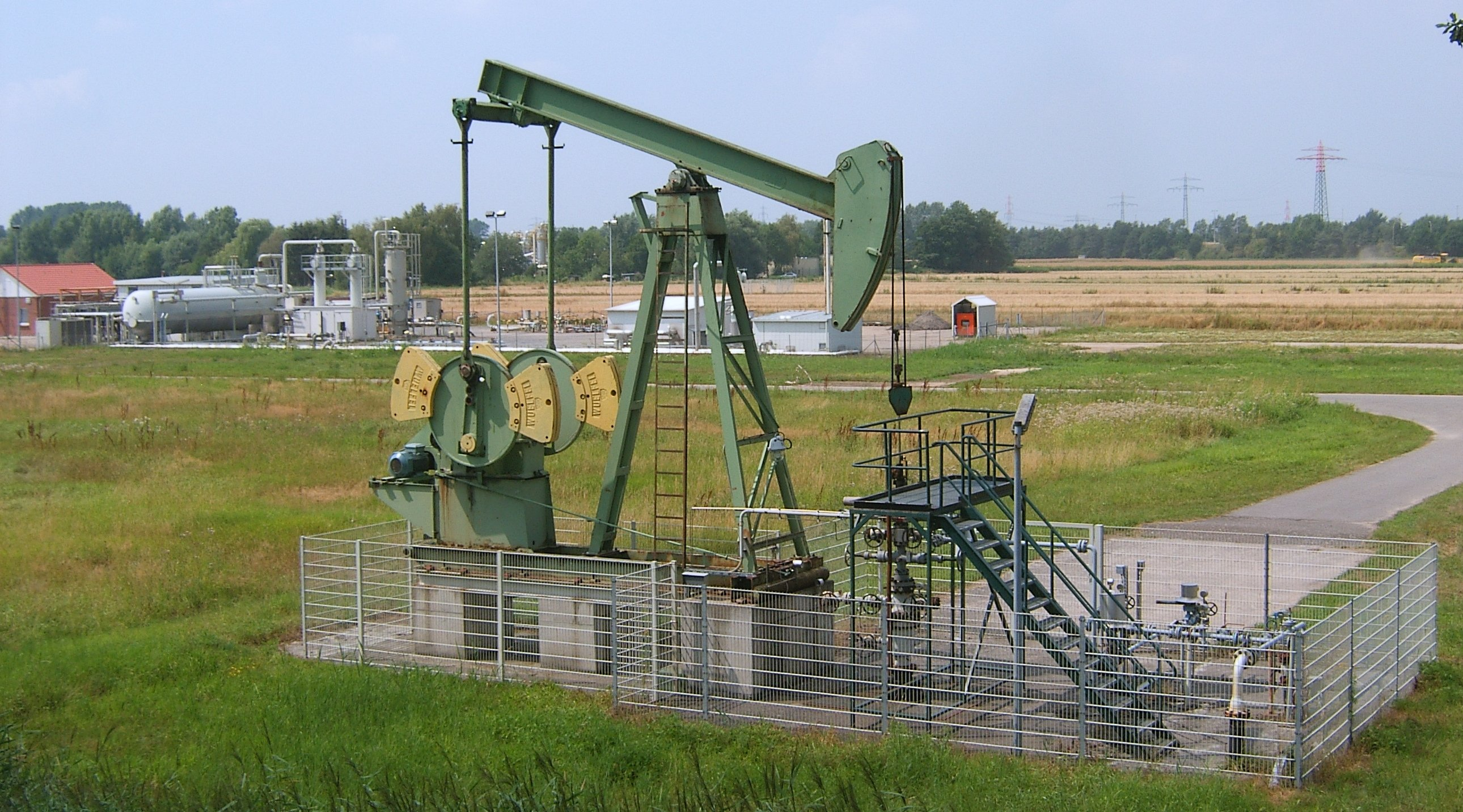
Pferdekopfpumpe und Erdgaslagerstation in Altengamme

Zur Wiederaufnahme der Ölproduktion am Reitbrook-Alt wurden 2017 erneut Fördertests durchgeführt, um die noch ergiebigsten Bohrlöcher zu ermitteln.
Angrenzend an die Erdölfelder Reitbrook wurden auf dem Hamburger Gebiet – über dem Salzstockes Meckelfeld – zwei weitere Erdöllagerstätten, „Meckelfeld-Alt“ und „Meckelfeld-Süd“ erschlossen. Die bis 1993 erfolgte Förderung erbrachte eine Gesamtmenge von mehr als 2 Millionen Tonnen Erdöl.
Das Landschaftsbild der Region wird heute noch geprägt durch die markanten Gebilde der Tiefpumpen, die sogenannten „Pferdekopfpumpen“, die zur Öl-Förderung aus großer Tiefe und geringem Lagerstättendruck zum Einsatz kommen.
Durch den Abbau des Erdöls entstanden bis zu 380 Mio. m³ fassende Hohlräume (Porenräume in den unterirdischen Gesteinsschichten), die heute als Erdgasspeicher (Porenspeicher) mit einem Volumen von 350 Mio. m³ genutzt werden und der Versorgung von Hamburg mit Erdgas dienen.

## Weichschichten
Die oberflächennahen Böden der Elbe- und der Alsterniederungen wurden durch die Urstromtäler geformt und bestehen aus Weichschichten wie Klei, Torf und Sand. Die Alsterniederung erstreckt sich auch über einen Teil der Hamburger Altstadt und Neustadt von der Binnenalster, entlang der Hamburger Fleete bis zur Elbe. Der Verlauf der Niederung wird zu beiden Seiten von Geestrücken begrenzt. Der westliche Geestrücken liegt im heutigen Stadtteil Neustadt.
Der östliche Geestrücken ist von Alster, Bille und Elbe zu einer Geestzunge geformt, die zur Zeit der ersten Besiedelung Hamburgs ein idealer Schutzraum bildete, auf dem auch die Hammaburg errichtet wurde. Heute ist es Teil des Stadtteils Hamburg-Altstadt, wo sich der Hammaburg-Platz und die St. Petrikirche befinden. Die „Bergstraße“ von der Binnenalster zur St. Petrikirche weist mit ihrer Namengebung auf den dortigen Höhenunterschied zwischen Alsterniederung und Geest hin.
Höhenunterschiede in der Hamburger Innenstadt:
| Geestrücken – West |                  | Alsterniederung |          | Geestrücken – Ost  |
| ------------------ | ---------------- | --------------- | -------- | ------------------ |
| Holstenwall 16     | Alter Steinweg 1 | Jungfernstieg   | Domplatz | Mönckebergstraße 7 |
| 26 m               | 10 m             | 6 m             | 12 m     | 31 m               |

Die Gründungen großer Bauwerke in dem morastigen Grund der Alsterniederung stellen besondere Herausforderungen dar.
Der Bau des 112 Meter hohen Hamburger Rathauses in der Alsterniederung musste auf 4000 Eichenpfählen und einer 1,60 Meter dicken Grundplatte errichtet werden, bis er 1897 nach 10 Jahren Bauzeit fertig erstellt wurde.